# Kruhochvost štítnatý
Kruhochvost štítnatý (Cordylus cataphractus) je ještěr žijící v pouštních oblastech jižní Afriky.

## Rozšíření
Kruhochvost štítnatý žije v pouštních oblastech západního pobřeží jižní Afriky. Obývá skalnaté oblasti, kde se skrývá ve skalních puklinách. Tvoří skupiny o 2-60 jedincích, složené obvykle z jednoho samce, několika samic a mláďat různého stáří. Ve větších skupinách se může vyskytovat více dospělých samců.
Dříve patřil mezi ohrožené druhy, v roce 2017 byl ale jeho stupeň ohrožen přehodnocen na "málo dotčený", protože se v oblasti rozšíření vyskytuje běžně a v oblasti pro něj nejsou žádné hrozby.

## Popis

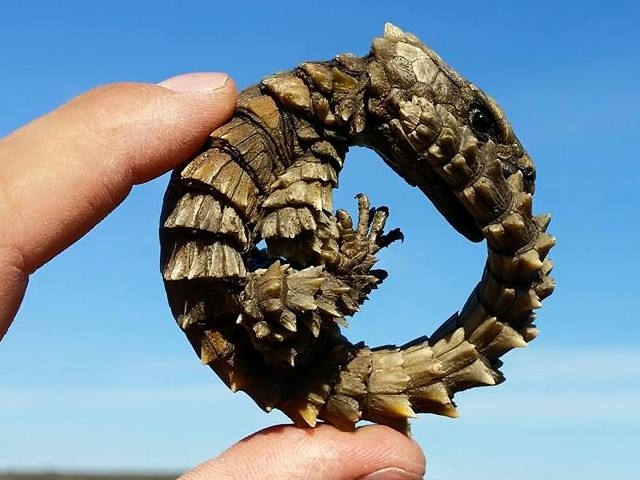
Kruhochvost štítnatý v obranné poloze (ocas má v tlamě a je stočený do kruhu, odtud jeho jméno).

Kruhochvost štítnatý je malý ještěr, se žlutohnědým zbarvením celého těla. Kolem tlamy má skvrny tmavé barvy. Samci kruhochvosta bývají mírně větší než samice, mívají zejména větší hlavu a delší ocas (pohlavní dimorfismus). Velikost těla bývá u samce až 12,5 cm, u samic 11,6 cm.
Celé tělo je pokryto ostny, včetně ocasu. Ostny na těle vyniknou především při obranném reflexu, kdy se stočí do klubíčka.

## Strava
Kruhochvost štítnatý je hmyzožravec, živí se především termity a dalším hmyzem, pokud má příležitost uloví nějakého malého hlodavce.

## Rozmnožování
Samci jsou silně teritoriální a proto jsou menší skupiny tvořeny jen jedním samcem a větším počtem samic. Kruhochvost je vejcoživorodý ještěr, samice tedy rodí živá mláďata, která se vyvíjela v těle matky. Samice obvykle rodí pouze jedno mládě.

## Obrana
Kruhochvosta chrání ostny, kterými má pokryto celé tělo. V případě nebezpečí se stočí do klubíčka a chytne si do tlamy ocas, čímž si chrání měkké břicho. Stočením do klubíčka navíc více vyniknou jeho ostny.
Podobně jako jiní ještěři má kruhochvost schopnost autotomie a je tedy schopen uvolnit svůj ocas.